# Bert Bossink
Bert Bossink (Amersfoort, 22 november 1946 - Boxtel, 25 december 2015) was de hoofdredacteur van het blad Sound of the Sixties, manager, mediapersoonlijkheid en medeauteur van het boek 'Het Liverpool van Nederland'.
Volgens zijn zelf geschreven biografie groeide Bert op in Nijmegen met Nederlandstalige muziek die op de radio werd gedraaid en was hij in 1957 'helemaal verkocht', toen hij 'Pete Felleman's hitparade' hoorde, van de eerste Nederlandse dj Pete Felleman met muziek van o.a. The Everly Brothers en Elvis Presley. In zijn kostschooltijd, begin jaren zestig, werd hij fan van o.a. The Shadows en kocht hij zijn eerste singles van The Beatles, te horen op Radio Veronica.
In 1973 werkte Bert als redacteur mee aan het eerste Nederlandse 60'er jarenblad 'The Roaring Sixties', dat in 1975 fuseerde met het rock & roll-blad 'Rockville'. Op veler verzoek is Bert toen zijn eigen gestencilde sixtiesblad begonnen, The (Faboulous) Sound of the Sixties, dat in de jaren tachtig een professioneel ogend tijdschrift werd.
Bert vulde het blad met zijn encyclopedische kennis van de muziek uit de jaren vijftig, zestig en zeventig, geholpen door vaste en incidentele medewerkers. Hij putte uit archiefmateriaal, bestaande uit tijdschriften, platenhoezen, discografieën (compleet met labelnummers), hitlijsten en foto's van muzikanten. Bijzonder waren de schema's van Vincent Klaus van muzikanten die in allerlei bands hadden gespeeld. Het blad werd per nummer gefinancierd door de trouwe groep lezers, sponsors en voor een aanzienlijk deel door Bert zelf. Hij werkte mee aan radioprogramma's als 'Popreconstructie', Het Steenen Tijdperk en 'The Flashback Show'.
In de loop der jaren interviewde Bert meer dan 170 artiesten uit binnen- en buitenland. Bert in zijn autobiografie:
Ik ben blij dat ik sommige van die artiesten mocht leren kennen als hele aardige en menselijke mensen. Altijd was ik nieuwsgierig naar de mens achter de artiest en ontmoette vaak toch hele sympathieke artiesten. Nog nooit ben ik ergens de deur uitgegooid en werd ik door artiesten in binnen- en buitenland uitgenodigd en te dineren gevraagd met mijn partner. Dat is erg leuk en laat een enorme indruk achter. Muziek schept een band en contacten met vele mensen en je hebt er een erg leuk sociaal leven door wat ik niet zou willen missen.
In 1989, het jaar waarin Bert werd geïnterviewd door het Algemeen Dagblad, schreef Ton van Steen van de Stichting Popmuseum de kroniek over de beatmuziek 'Het Liverpool van Nederland'. Tijdens het Let the Sixties Roll-festival dat dat jaar in Veendam werd gehouden, ontmoetten Ton en medebestuurslid Fred van Stralen, die een kleine expositie hadden ingericht, de protestzanger Armand, die Bert Bossink goed bleek te kennen. Hij bracht hen in contact met Bert, die Ton voorzag van een hoop informatiemateriaal, waarmee deze zijn boek kon schrijven. Deze samenwerking resulteerde uiteindelijk in het co-auteurschap van het boek, waarvoor Bert in 2001 een uitgever wist te vinden: Bergboek (later Kirjaboek), en de nodige sponsors.
In de periode 1990 -1995 was Bert de manager van de groep Danny Everett & The Spectacles.
Samen met bluesharmonicaspeler Ruud Wegman zette Bert in 2007 zijn eigen website op, Tijd voor Teenagers. Hij bezocht nog vaak concerten en gaf ook lezingen voor studenten, gebruik makend van zijn onuitputtelijke kennis van de popmuziek uit drie decennia. (Van de tijd daarna moest hij niets hebben). Elk jaar bezocht hij de Cliff & The Shadows-fanmeeting.
Het laatste nummer van de Sound of the Sixties verscheen in oktober 2008. Tussen 1975 en 2008 zijn er 96 nummers van Berts blad verschenen, met als hoogtepunt het maar liefst 236 bladzijden dikke dubbelnummer uit september 2006.
In 2011 was Bert gast bij de talkshow 'Den Haag Beatstad nr. 1 - Van Hofvijver tot Liverpoel', gehouden in het Haagse Pathé, waarbij o.a. ook Jacques Senf aanwezig was.
Bert Bossink overleed op Eerste Kerstdag 2015 aan een hartinfarct.
- Nederlandse Thesaurus van Auteursnamen: 254795900
- Virtual International Authority File: 280044626